# Porto de Almeria

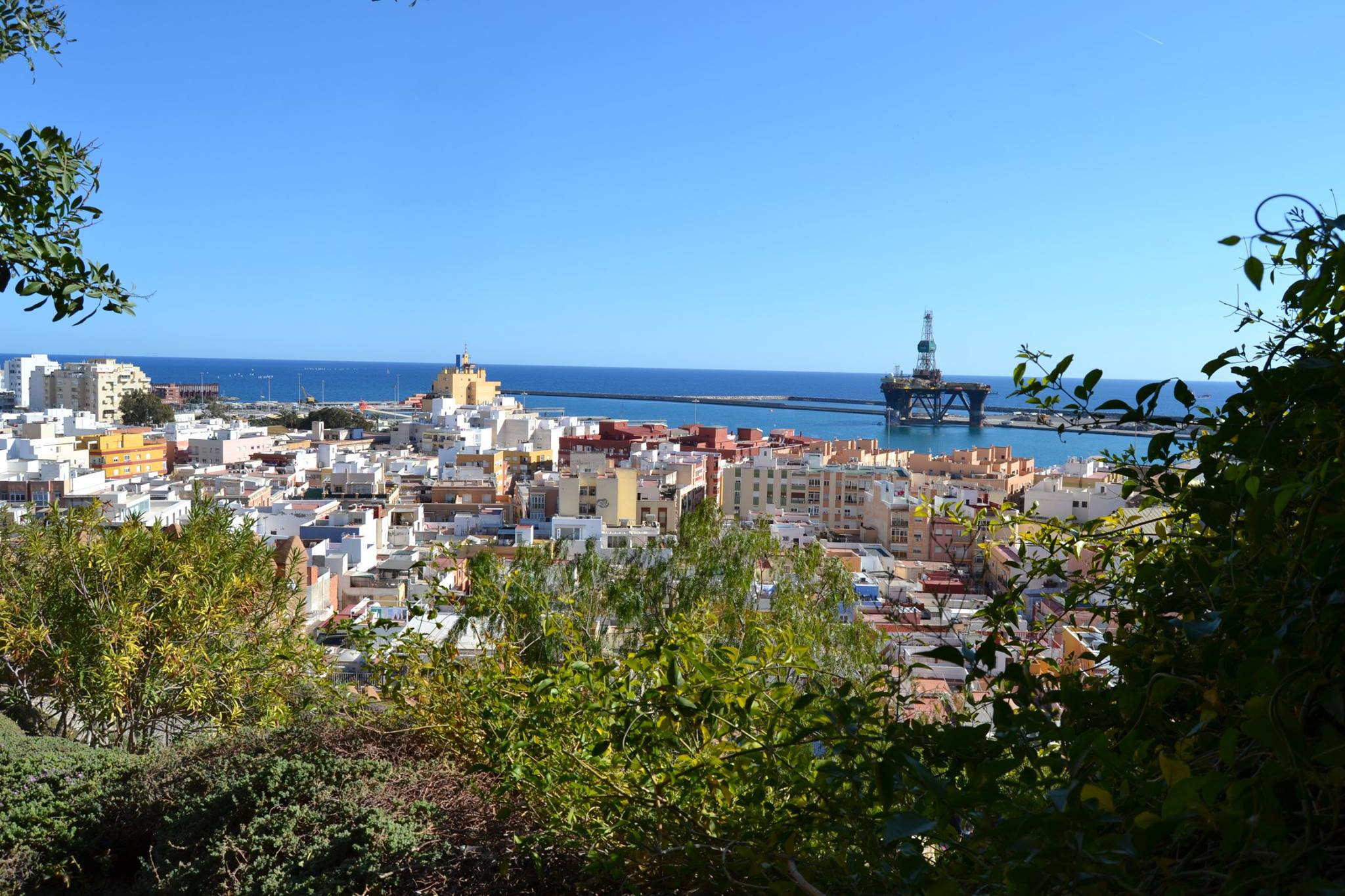
Porto de Almeria visto desde a cidade.

O porto de Almeria localiza-se no golfo de Almeria, na costa mediterrânea da Andaluzia, Espanha.
Conta com linhas a Melilha, Argélia e Marrocos, sendo também escala de cruzeiros turísticos pelo Mediterrâneo. Assim mesmo possui também um porto desportivo onde se pode ter um amarre para embarcações de recreio privadas. Dispõe de um berço pesqueiro e uma zona de mercadorias que estão a ser ampliados sucessivamente desde mediados de 1990.

## História
A origem última de Almeria capital está efetivamente em Pechina, pois pouco depois de sua fundação criar-se-ia um assentamento costeiro e uma atalaia, dependentes daquela, que receberiam o nome da Al Mariyyat Bayyana.
Al Mariyyat funcionou como porto e defesa de uma Bayyana prospera e enriquecida, que converter-se-ia num dos mercados mais importantes de Alandalus.
Abederramão III queria parar a expansão no norte de África do Califado Fatímida, presente na região desde 909 e que pretendia se expandir por Alandalus. As medidas adotadas supuseram a construção de uma frota que se converteu ao Califado de Córdova numa potência marítima com base em Almeria e que permitir-lhe-iam conquistar as cidades norte africanas de Melilha (927), Ceuta (931) e Tânger (951), e estabelecer uma espécie de protetorado sobre o norte e o centro do Magrebe apoiando aos soberanos da dinastia idríssida, que manter-se-ia até 958 quando uma ofensiva fatímida lhe fez perder toda a influência no Magrebe onde só manteria as praças de Ceuta e Tânger.
Após Córdova, era a cidade mais influente e prospera da península e uma das mais ricas de toda a órbita islâmica. O almirante da festrada, que residia em Almeria, era de facto o segundo poder na Espanha da época e tinha a sua disposição nada menos que 300 naves que fondeavam no porto, o mais importante do califado. Ibne Maimune foi o maior destes almirantes de Almeria, ao que Almançor envenenou, invejoso do seu poder.
Com a queda do califato, Almeria segue cobrando importância, chegando a ser, como reino independente, uma das taifas mais prosperas.

## Actividade portuária

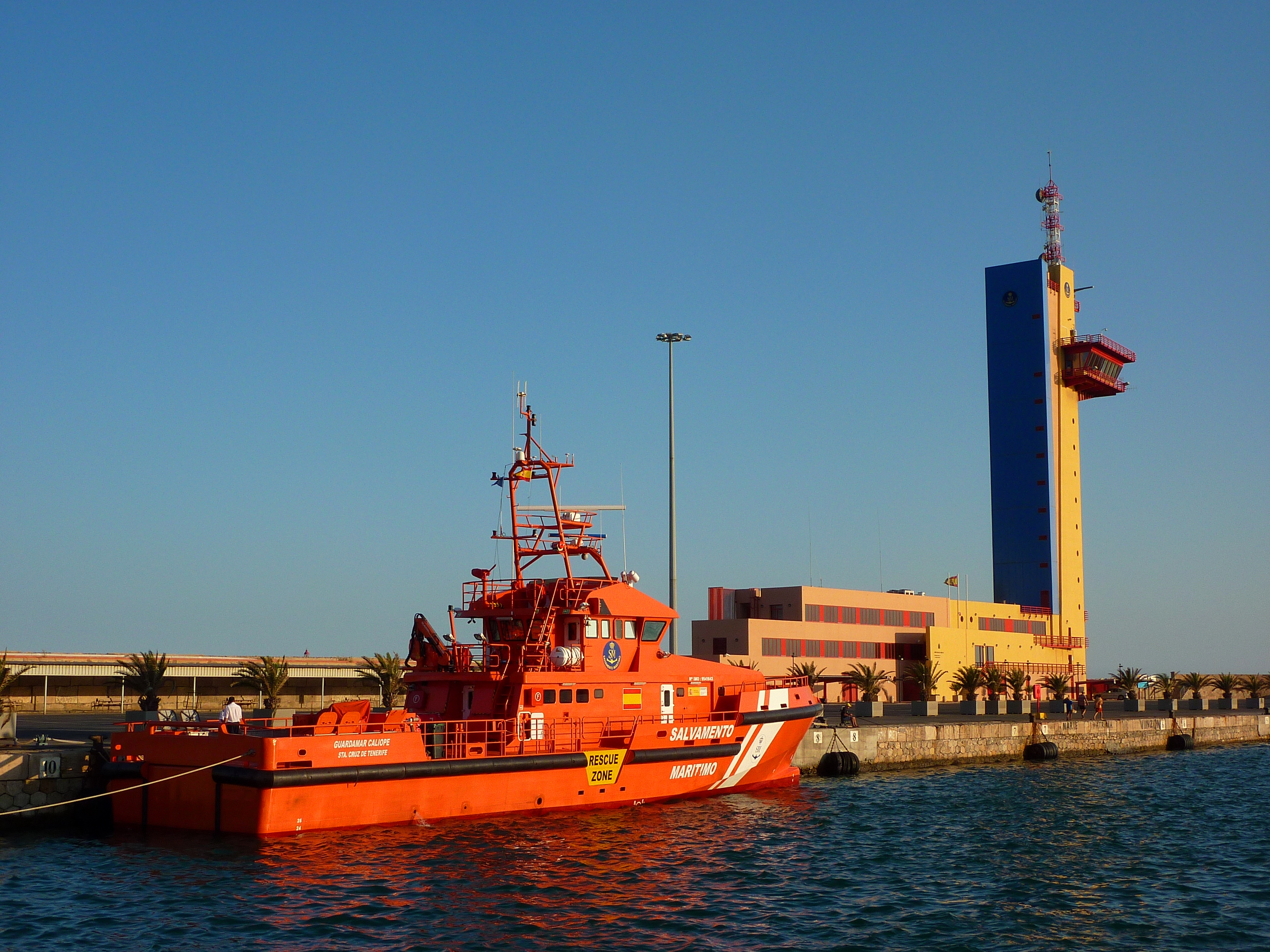
A Guardama Calíope (G-40) em frente ao Centro de Coordenação de Salvamento de Almeria, pertencentes à Sociedade de Salvamento e Segurança Marítima.

- Actividades e usos:  , , , , ,  e

Atualmente o porto de Almeria está a ser ampliado com novos berços para transformá-lo também num porto de contêiners onde façam escala as grandes barcos internacionais e aumentar assim seu tráfico de mercadorias, ainda que não termina de se pôr em marcha o projeto do terminal de contêiners por interferências com outras atuações nacionais e internacionais.

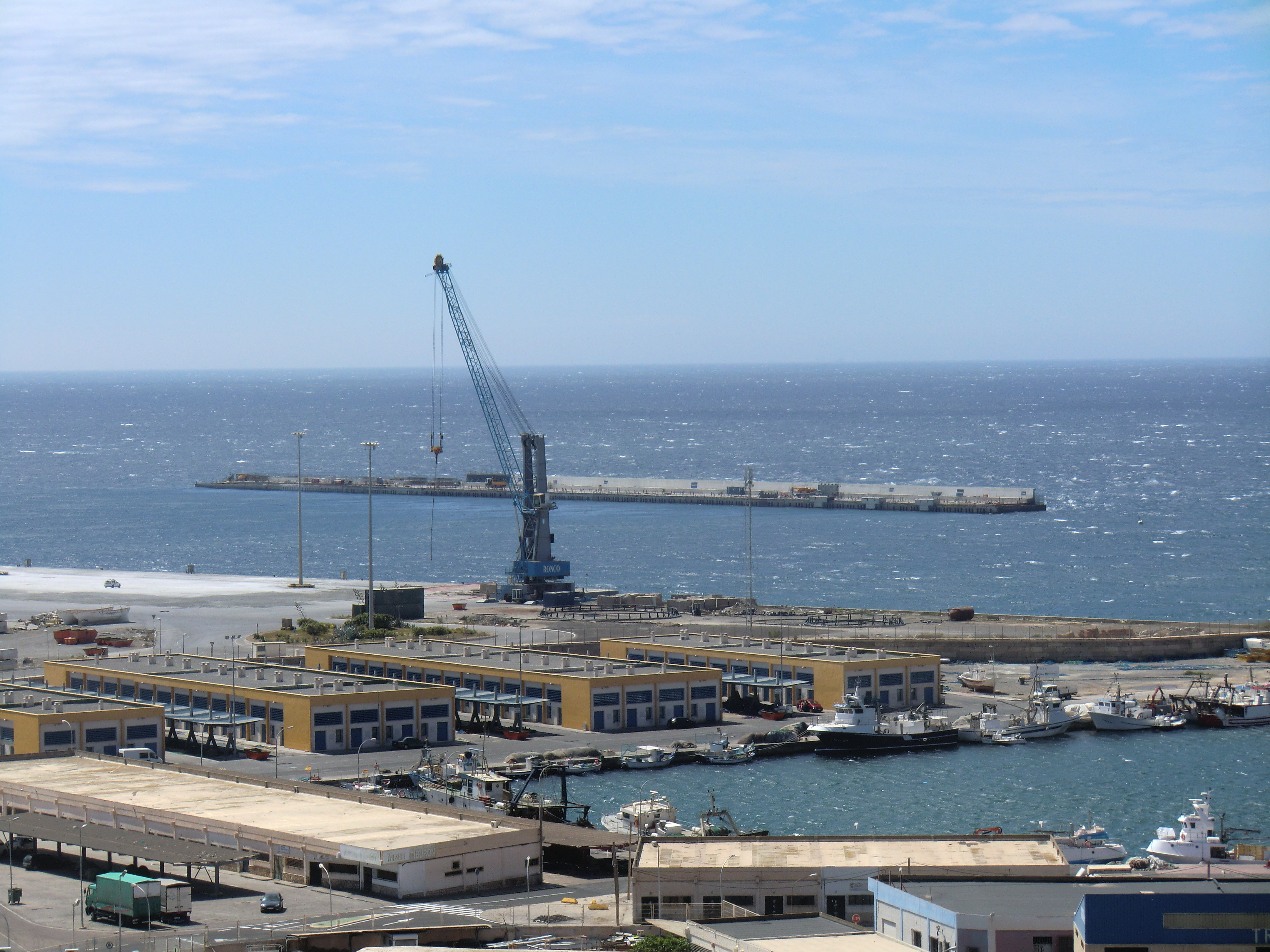
248.991x248.991px

Entre as mercadorias com maior volume de exportação está o gesso a granel da próxima localidade de Sorbas e a importação de rochas ornamentais (mármore, granito) de diferentes partes do mundo para as indústrias de transformação de Macael no vale do Almanzora.

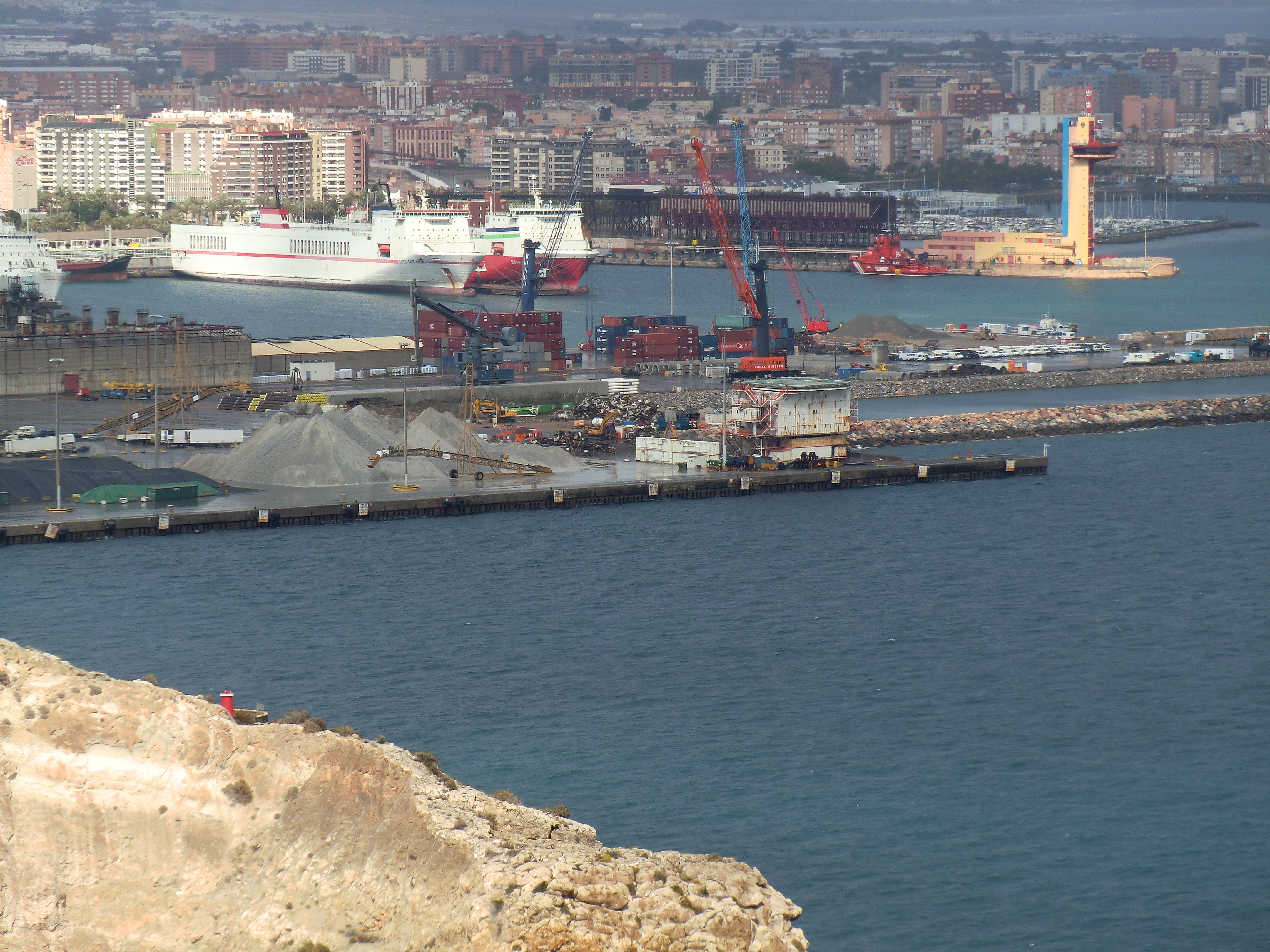

Cobrem-se normalmente as linhas com os seguintes destinos:
- Transmediterrânea (única prestadora em regime de monopólio): Ghazaouet (Argélia), Orã (Argélia), Melilla (Espanha) e Nador (Marrocos).
- Em breve (novembro de 2015), começará a operar também a companhia canária "Armas" com uma linha com destino a Nador.

## Porto pesqueiro
Pelo Real Decreto de 17 de julho de 1928, no que se implantou um imposto sobre a pesca em determinados portos, se ordenou também, a redação dos seus projetos oportunos.
Em cumprimento de tal disposição redigiu-se em janeiro de 1929, o Primeiro Projeto de Porto Pesqueiro de Almeria, propondo duas soluções: na primeira localizava-se um porto pesqueiro independente do porto comercial, e na segunda, dentro deste. Aprovou-se por unanimidade a solução de portos independentes, abundando a seu favor a possibilidade de ter terrenos anexos suficientes, e que, também, cumpria melhor as "condições que devem reunir os grandes portos pesqueiros", redigidos pela Comissão nomeada por Real Ordem de 7 de fevereiro de 1928.
Redigido o projeto e tramitado regulamentarmente, a Ilma. A Direção Geral de Obras Públicas, com data 2 de outubro de 1931, aprovou-se este com um orçamento total de contratação de dois milhões, duzentas onze mil seiscentas vinte e oito pesetas, ordenando ao Engenheiro diretor, o redigisse para servir de base ao expediente de leilão, devendo remeter no prazo improrrogável de quinze dias. Cumprindo esta ordem redigiu-se o "Projeto reformado de Porto Pesqueiro".
A 22 de março de 1932 concedeu-se a D. José Alemá García o contrato das obras, dando começo assim a construção do dique Sul do porto pesqueiro.

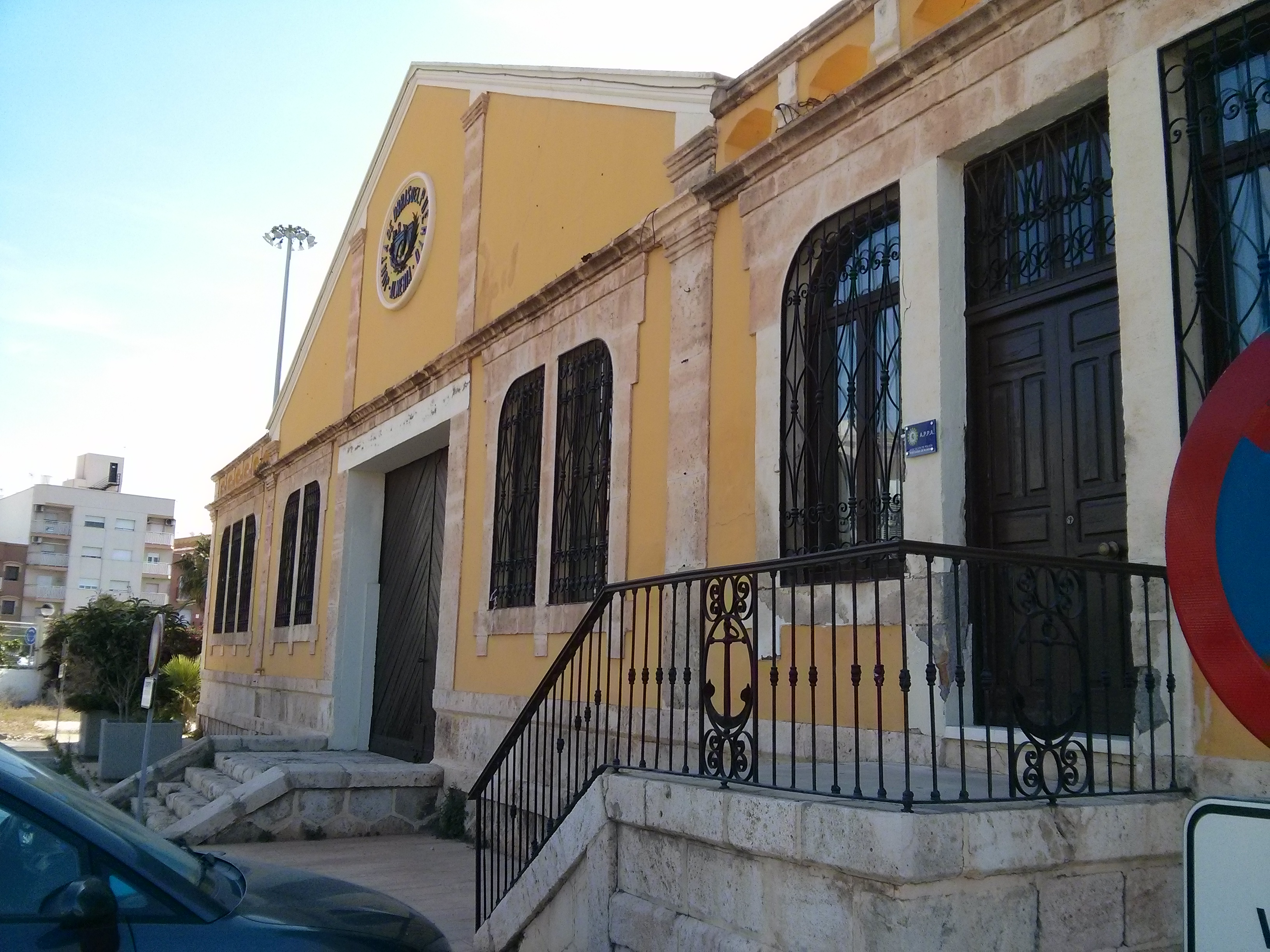
Varadero do porto pesqueiro

A 4 de outubro de 1935 redige-se o "Segundo Projeto reformado do Porto Pesqueiro" motivado pela variação da densidade da pedra para escoteira, respeito das proteções previstas.
A 2 de setembro de 1936, já começada a guerra civil, o contratador pede a rescisão do contrato por organismos alheios à administração, de um número de operários e determinados salários.
Ao finalizar a guerra civil e por falecimento do contratador, a sua viúva, e em seu nome pede a rescisão do contrato, que lhe foi concedida.
A 28 de março de 1952 foi redigida pela Direção Facultativa da Junta de Obras e Serviços deste porto um "Terceiro Projeto de Porto Pesqueiro" em Almeria, no que se fazia menção à construção do dique Oeste como medida de contenção das areias arrastadas pelos ventos de Poente. Remetido o relatório da Secção de portos do Conselho de Obras Públicas, crê-se necessário um mais detido estudo, dada a importância do facto.
Com data de 1 de setembro de 1953 redige-se um novo projeto denominado "Projecto de Porto Pesqueiro de Almeria" que foi aprovado pela Direção Geral de Portos e Sinais Marítimos a 9 de novembro de 1955, se ordenando que as obras de abrigo e atraque fossem num princípio um primeiro projeto independente dos edifícios e instalações para a venda e preparação do pescado, que seriam objeto de outro projeto posterior.

## Acidentes e incidentes
- Em setembro de 1927 um barco mercante batizado como Parkhill e com porto de registro em Methil esteve a ponto de adornar durante o processo de carga do esparto para sua exportação ao Reino Unido, ao escorar-se pelo seu lado esquerdo ao lado do berço por uma carga mal distribuída. A tripulação pôde abandonar o navio a tempo e os porões foram esvaziadas da água que as enchiam por um rebocador de origem dinamarquês.[2] Este navio seria posteriormente afundado perto das Orcadas pelo ataque do submarino nazista U 18 em 1939.[3]
- No dia 31 de julho de 2007, um ferry que cobria a estrada entre Almeria e Nador,[4] chamado Wisteria, (atualmente MS Vronskiy), propriedade da companhia transmediterrânea e que dava serviço à operação de passagem do estreito, colidiu com o Cable Francés durante as manobras primeiramente ao porto. Ao que parece, o navio navegava a uma velocidade excepcionalmente alta, quantificada em 17 kt. O navio sofreu danos consideráveis, mas acima da sua linha de flutuação.[5] Os danos sofridos pela estrutura foram quantificados por valor de uns 120 000 €.